# August Friedrich Gfrörer
August Friedrich Gfrörer, född 5 mars 1803 i Calw i Württemberg, död 6 juli 1861 i Karlsbad, var en tysk historiker.
Gfrörer ägnade sig en tid, men utan böjelse, åt prästerlig verksamhet inom evangeliska kyrkan. År 1830 blev han bibliotekarie vid kungliga biblioteket i Stuttgart och 1846, trots att han fortfarande var protestant, professor i historia vid Freiburgs katolska universitet. År 1848 invaldes han i Frankfurtparlamentet, där han tillhörde det stortyska, mot Preussen fientliga, partiet. 
I sina första skrifter visade Gfrörer sig hylla en flack rationalism, men drogs småningom av beundran för den romersk-katolska kyrkans institutioner över till denna och blev 1853 katolik.